# Rick Wohlhuter
Richard Charles Wohlhuter, detto Rick (Geneva, 23 dicembre 1948), è un ex mezzofondista statunitense, specializzato negli 800 metri piani.

## Biografia
Laureatosi all'Università di Notre Dame nel 1971, l'anno seguente giunse secondo ai campionati AAU e ai trials di qualificazione ai Giochi olimpici, preceduto in entrambi i casi dal futuro campione olimpico Dave Wottle. Una caduta in batteria gli precluse l'accesso alla finale di Monaco 1972.
Nel 1973 e nel 1974 fu campione nazionale sugli 800 m piani. Stabilì inoltre il record mondiale sulle 880 iarde in 1'44"1 (tempo che corrisponde a 1'43"4 sugli 800 m, inferiore all'allora record mondiale su quella distanza) e sui 1000 m piani in 2'13"9, tempo che costituisce l'attuale record nazionale statunitense.
Nel 1974 fu eletto "atleta dell'anno" dalla rivista statunitense Track and Field magazine e nello stesso anno l'AAU gli conferì il premio James E. Sullivan come miglior sportivo dilettante statunitense.
Nel 1976 partecipò alla sua seconda Olimpiade dove giunse terzo in una finale di altissimo livello, battuto dal cubano Alberto Juantorena, che in quell'occasione fece segnare il nuovo record mondiale, e dal belga Ivo Van Damme. Si ritirò dalle gare nel 1977.
Nel 1990 è stato inserito nella Hall of Fame della USA Track & Field.

## Palmarès
| Anno | Manifestazione  | Sede     | Evento        | Risultato | Prestazione | Note |
| ---- | --------------- | -------- | ------------- | --------- | ----------- | ---- |
| 1972 | Giochi olimpici | Monaco   | 800 m piani   | Batteria  | 1'49"4      |      |
| 1976 | Giochi olimpici | Montréal | 800 m piani   | Bronzo    | 1'44"12     |      |
| 1976 | Giochi olimpici | Montréal | 1 500 m piani | 6º        | 3'40"64     |      |

## Altre competizioni internazionali
1974
- Oro ai Bislett Games ( Oslo), 1000 m piani - 2'13"9

1975
- Argento al DN Galan ( Stoccolma), 800 m piani - 1'45"71
- Bronzo ai Bislett Games ( Oslo), 800 m piani - 1'46"2

1976
- Argento all'ISTAF Berlin ( Berlino), 800 m piani - 1'47"34